# الإسلام في غانا

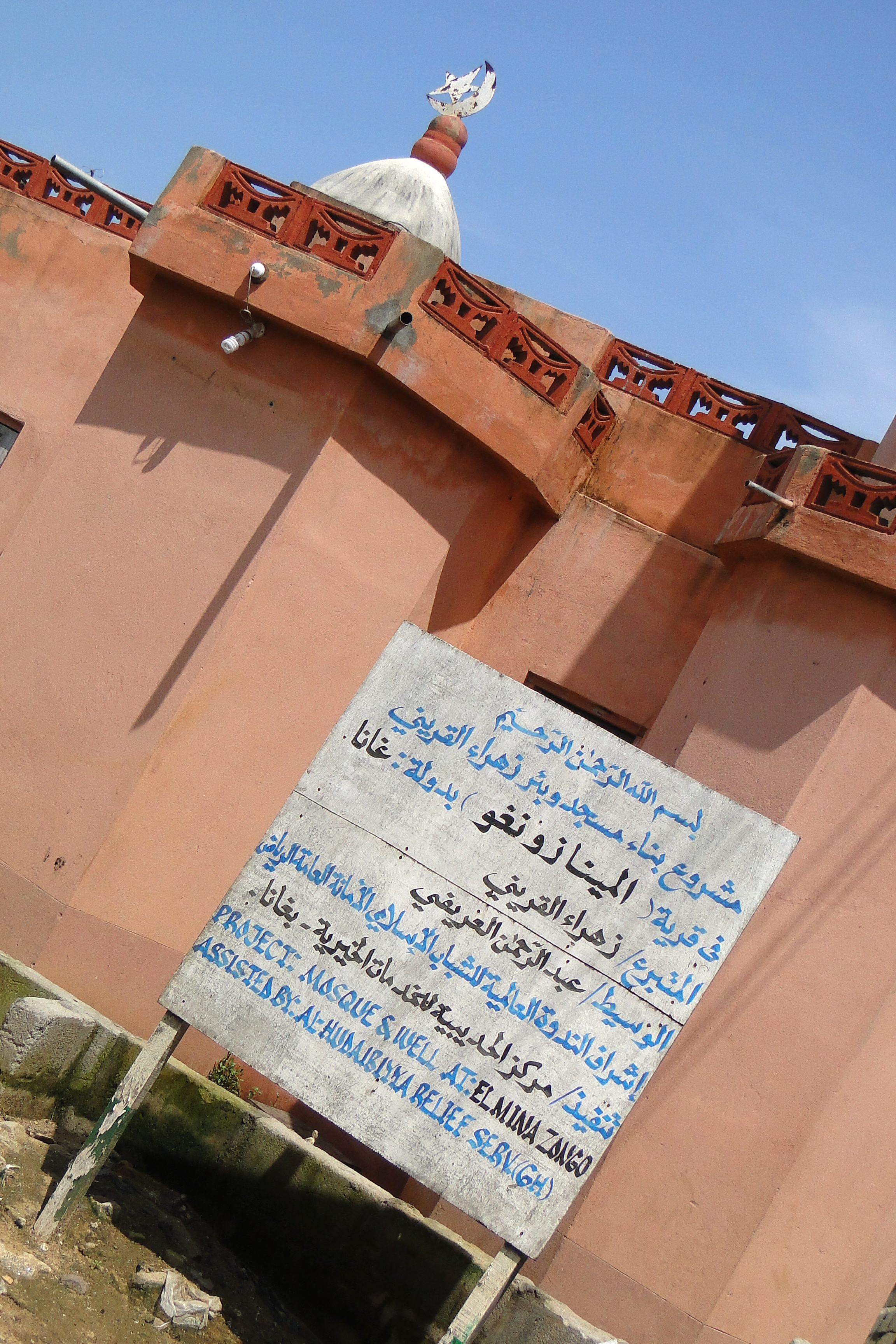
مسجد وبئر نفذته جمعية خيرية.

كان الإسلام أول ديانة توحيدية إبراهيمية وصلت إلى غانا. اليوم الإسلام هو ثاني أكثر الديانات انتشارًا في البلاد بعد المسيحية. يعود وجودها في غانا إلى القرن العاشر. وفقًا لتعداد السكان والمساكن التابع لدائرة الإحصاء الغانية (2021)، تبلغ نسبة المسلمين في غانا حوالي 19.9٪.
وفقًا لتقرير صادر عن جمعية أرشيف بيانات الدين لعام 2020، فإن 63.5 من المسلمين في غانا هم من السنة، المذهب الفقهي المالكي هو الأكثر شيوعًا، على الرغم من أن دعوة يوسف صليح عجورة الإصلاحية في الستينيات شهدت ارتفاعًا في شعبية المذهب الحنبلي. تضاءلت الصوفية، التي كانت منتشرة على نطاق واسع، إلى حد كبير على مر السنين. ولكن لا تزال الطريقة الصوفية التيجانية والقادرية موجودة في غانا.

كان انتشار الإسلام في غرب أفريقيا بداية من غانا القديمة في القرن التاسع وذلك أساسا نتيجة للأنشطة التجارية من مسلم في شمال أفريقيا. اعتمدت امبراطوريتا كل من مالي وسونغاي التي سبقت غانا في غرب السودان الدين. دخل الإسلام غانا الحديثة عبر الأراضي الشمالية حوالي القرن الخامس عشر. شعب ماندي سمحوا للتجار ورجال الدين بالدخول في المنطقة. تأثر القطاع الشمالي الشرقي من البلاد عن طريق تدفق التجار المسلمين الهوسا ابتداء من القرن 16 وموجة ثانية من المهاجرين هربا من جهاد عثمان دان فوديو في شمال نيجيريا خلال أوائل القرن التاسع عشر.

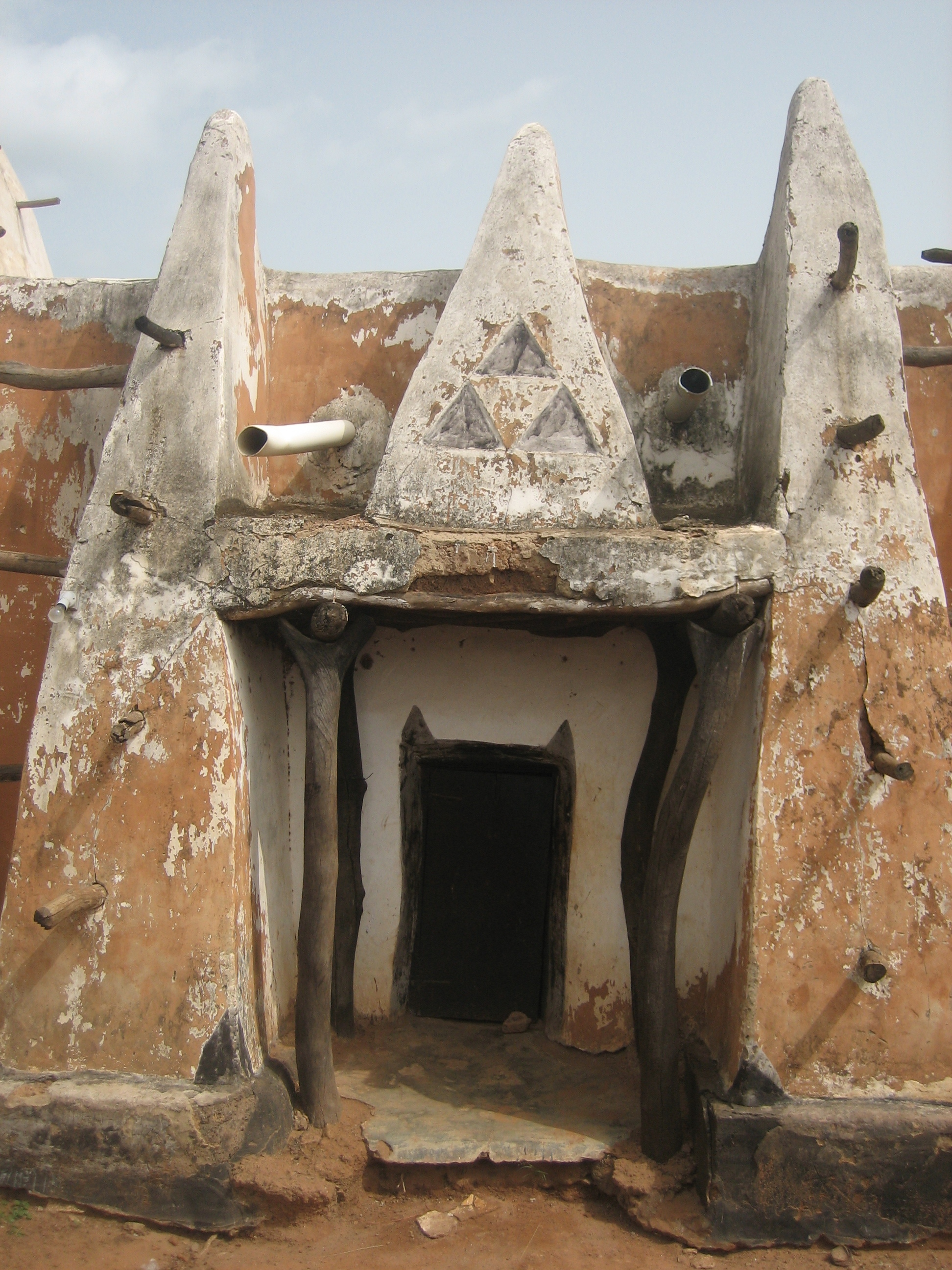
مدخل النساء في مسجد لارابانغا.

على الرغم من التوترات في الشرق الأوسط وشمال أفريقيا ونيجيريا منذ منتصف السبعينات فإن علاقات المسلمين والمسيحيين ممتازة. غالبا ما تقوم سلطة المجلس النيابي الإسلامي بالمفاوضات لفرض القوانين الدينية والاجتماعية والاقتصادية والتي تؤثر على المسلمين. المجلس أيضا مسؤول عن تنظيم الحج إلى مكة المكرمة للمؤمنين الذين يستطيعون تحمل الرحلة. على الرغم من هذه الإنجازات لم ينجح المجلس في اتخاذ مبادرات لرفع مستوى المدارس الإسلامية وراء توفير التعليم الأساسي القرآني. ولعل هذا يفسر الفجوة الاقتصادية والتكنولوجية بين المسلمين وغير المسلمين.

## نسبة السكان المسلمين في غانا
أفادت وكالة الإحصاء الرسمية في غانا أن حوالي 20٪ مسلمون أكد تحالف المنظمات الإسلامية أن الأرقام النهائية الصادرة في تعداد عام 2002 تحتوي على عيوب خطيرة ونتيجة لذلك لا يمكن استخدامها كبيانات موثوقة لتخطيط وإبراز اتجاه التنمية في البلاد. جاءت الدعوة في نفس الوقت الذي قدمت فيه مجموعات من الشمال التماسات للحكومة لسحب النتائج، معربة عن القلق من أن بعض المجموعات العرقية كانت ممثلة تمثيلا ناقصا في تعداد السكان. وتشير إحصائيات وكالة المخابرات المركزية إلى أن تعداد المسلمين في غانا يبلغ 17.6 بالمئة. وتشير حسابات أخرى إلى أن الرقم 25 في المائة. يتأثر تخصيص حكومة غانا للأموال للتنمية الوطنية بشدة بالتركيبة السكانية.

### التوزيع الجغرافي
وفقًا لتعداد عام 2017، يشكل المسلمون حوالي 18 بالمائة من سكان غانا.
| الإقليم                | عدد السكان (نعداد 2017) | نسبة المسلمين |
| ---------------------- | ----------------------- | ------------- |
| Northern               | 7,479,461               | 80.0%         |
| إقليم الشرق الأعلى     | 1,046,545               | 45.1%         |
| الإقليم الغربي الأعلى ‏ | 702,110                 | 40.1%         |
| منطقة أشانتي           | 4,780,380               | 20.2%         |
| Brong-Ahafo            | 2,310,983               | 17.0%         |
| Greater Accra          | 4,010,054               | 15.9%         |
| Western                | 2,376,021               | 9.4%          |
| Central                | 2,201,863               | 8.7%          |
| Eastern                | 2,633,154               | 6.7%          |
| إقليم فولتا            | 2,118,252               | 5.7%          |
| غانا                   | 24,658,823              | 18%           |